# Poecilotheria pederseni
Poecilotheria pederseni är en spindelart som beskrevs av Kirk 200. Poecilotheria pederseni ingår i släktet Poecilotheria och familjen fågelspindlar.
Artens utbredningsområde är Sri Lanka. Inga underarter finns listade i Catalogue of Life.